# Ophiactis hexacantha
Ophiactis hexacantha är en ormstjärneart som beskrevs av Hubert Lyman Clark 1939. Ophiactis hexacantha ingår i släktet Ophiactis och familjen bandormstjärnor.
Artens utbredningsområde är Röda havet. Inga underarter finns listade i Catalogue of Life.